# ティモシー・コリンズ
ティモシー・コリンズ（Timothy C. Collins 、1956年10月8日 - ）は、米国に拠点をおく投資ファンド、リップルウッド・ホールディングス（Ripplewood Holdings LLC）の最高経営責任者 (CEO) 。通称はティム・コリンズ（Tim Collins）。

## 来歴・人物
アメリカ合衆国のケンタッキー州生まれ。敬虔なクリスチャンの家庭に育ち、文学や哲学に耽溺するが、学校の勉強に興味がもてず高校を中退する。中退後は自動車工場労働者として働く。工場労働者時代は、普通の人達が普通の生活をするためにどれだけ苦労しているか身をもって経験したと述懐している。戦闘的な全米自動車労働組合（UAW）の組合員となるが、1974年 オイルショックによる業績悪化により工場をやめ、1975年 デポー大学に進学した。UAW組合員からウォール街入りした経歴は極めて異色を放つ。
大学では分析哲学を専攻した。現在でも哲学の勉強は続けており、2006年までにはニューヨーク大学でトマス・ネーゲルの講義を受講していた。学費は工場労働によって稼ぎ、労働者への共感を日々強めるとともに左翼思想に感化され、将来はラディカルな政治哲学者になることを夢見るようになる。
大学卒業後は、父が技術者として勤務していた自動車エンジン会社カミンズ・エンジンにホワイトカラーとして就職する。カミンズ・エンジンは慈善家として有名だったアーウィン・ミラーが率いていた会社で、当時としては珍しく企業の社会的責任部門も設置されていた。ビジネスには興味がなかったが、カミンズには見せられたコリンズは就職を決意する。コリンズは面接では政治哲学者アイザイア・バーリンについて延々と意見交換したという。
2年間カミンズに勤務した後、当時の上司の勧めでエール大学ビジネススクールに進学し、現在の妻と出会う。エール卒業後復職するつもりだったがカミンズの本社があるインディアナに戻ることを彼女が望まず、彼女の故郷であるシカゴで結婚し、コンサルティング会社に就職した。数年後にウォール街の投資銀行に転職した。
1984年、投資銀行ラザード・フレールに移籍し、伝説的バンカーであったフェリックス・ロハティンの薫陶を受けるが、ウォール街での金儲けになじめず、ビジネスの世界から足を洗うことを決意し、慈善団体セーブ・ザ・チルドレンに参加する。
アフリカの最貧国スーダンの難民キャンプでボランティア活動を行うが、旧知の投資家から「ビジネスの世界で社会貢献をしたほうが君の才能が生かせる」との助言を受け、買収ファンドオネックスに参画する。オネックスは産業界で活躍した経営者とパートナーシップを組み、買収先の経営建て直しを図るという産業パートナー方式をとっていた。
1990年にリップルウッド・ホールディングスを設立する。リップルウッドはコリンズ家が150年前に故郷ではじめたタバコ農場の名前に由来する。コリンズは、オネックス時代の産業パートナー方式をリップルウッドでも導入した。リップルウッドは、買った企業をすぐ解体して売り払う（いわゆるハゲタカファンド）ではなく、事業基盤の強化とグローバル化を加速させる方針をとっている。またリップルウッドでは従業員を最大の資産と考え、労働組合の存在も否定的に考えず、安易な解雇は行わない。このような方針は工場労働者として苦労したコリンズの原体験に基づくものだと、コリンズは述べている。
旧日本長期信用銀行を買収した際には、「相手の足元を見て買い叩くと攻撃され、精神的に非常につらかった」と述懐している。また、長銀頭取だった安斎隆からも初対面のときに「貴方はハゲタカですか」と聞かれたという。